# گوست (رمزنگاری)
رمزنگاری بلوکی گوست (GOST)، که در استاندارد GOST 28147-89 تعریف شده، که استاندارد دولت اتحاد جماهیر شوروی و روسیه در رمزنگاری متقارن بلوکی کلید است. همچنین این رمزنگاری بلوکی بر اساس تابع هش گوست می‌باشد.
رمزنگاری بلوکی گوست در ۱۹۷۰ طراحی و توسعه یافت، که در آن زمان استاندارد آن "فوق محرمانه" مشخص شده بود و سپس به " محرمانه " در سال ۱۹۹۰ کاهش پیدا کرد. مدت کوتاهی پس از فروپاشی اتحاد جماهیر شوروی غیر محرمانه شد و در سال ۱۹۹۴ برای عموم منتشرشد. GOST 28147 جایگزین اتحاد جماهیر شوروی برای الگوریتم استاندارد DES ایالات متحده بود. بنابراین این دو در ساختار بسیار شبیه هستند.

## الگوریتم
اندازه بلوک گوست ۶۴ بیت و طول کلید آن ۲۵۶ بیت است.های آن می‌تواند مخفی باشد، و نیز می‌تواند (354 ((log2 (16! 8)) بیت از اطلاعات محرمانه را شامل شود، به طوری که اندازه مؤثر کلید را می‌توان تا ۶۱۰ بیت افزایش داد، با این حال، حمله انتخاب کلید می‌تواند محتویات S-BOX را در حدود ۲۳۲ رمزگذاری بهبود دهد (Saarinen،1998).
گوست در واقع یک نوع شبکه Feistel با ۳۲ دور است. تابع دورهای آن بسیار ساده‌است: اضافه کردن زیرکلید ۳۲ بیتی به باقی‌مانده ۲۳۲، قرار دادن نتیجه در لایه‌ای از S-BOX، و چرخش به سمت چپ نتیجه، به اندازه ۱۱ بیت که این خروجی تابع دور را نتیجه می‌دهد. در نمودار به سمت راست، یک خط نشان‌دهنده ۳۲ بیت است.
زیر کلید در یک نظم از پیش مشخص شده انتخاب شده‌است. برنامه‌های کلید بسیار ساده است: شکستن کلید ۲۵۶ بیتی به هشت کلید ۳۲ بیتی، هر زیرکلید را چهار بار در الگوریتم استفاده می‌شود، ۲۴ تا دور اول از کلمات کلید در جهت دور استفاده می‌کند، ۸ دور آخر از آن‌ها در جهت معکوس دور استفاده می‌کند.
S-BOX چهار بیت ورودی می‌پذیرد و چهار بیت خروجی تولید می‌کند. جایگزینی S-BOXها در تابع دور از 8 S-BOX 4 × 4 تشکیل شده‌است. S-BOXهای وابسته به اجرا هستند - طرفین که می‌خواهند برای ایمن سازی ارتباطات خود از GOST استفاده کنند باید از همان S-BOX استفاده کنند. برای امنیت بیشتر، S-BOX را می‌توان مخفی نگه داشته‌است. در استاندارد اصلی که در آن GOST مشخص شد، هیچ S-BOX ای داده نشده ، اما آن‌ها به نحوی تأمین می‌شوند. به گزارش یکی از تولیدکننده‌های تراشه گوست او S-BOX خود را با استفاده از مولد عدد شبه تصادفی تولید می کرده‌است (Schneier، 1996).